# Parti communiste d'Australie (1920-1991)
Pour les articles homonymes, voir Parti communiste d'Australie.
Le Parti communiste d'Australie (Communist Party of Australia, CPA) fut fondé en 1920 et dissous en 1991. Sa puissance politique atteignit son maximum pendant les années 1940, et il dut faire face à une demande d'interdiction en 1951. Bien qu'il ne présentât jamais en Australie une menace sérieuse à l'ordre établi, il eut une influence significative sur les syndicats, les mouvements sociaux et la culture nationale.

## Historique

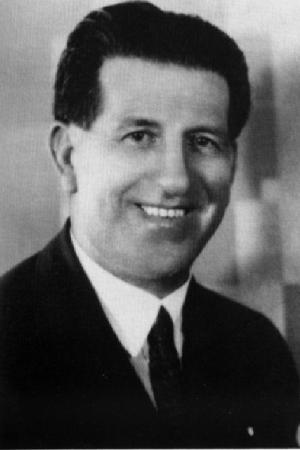
John Garden, cofondateur du Parti communiste d'Australie en 1920

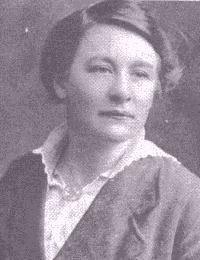
Adela Pankhurst, cofondatrice du Parti communiste d'Australie en 1920

Le Parti communiste d'Australie fut fondé à Sydney en octobre 1920 par un groupe de socialistes inspirés par les comptes-rendus de la Révolution russe de 1917. Parmi les fondateurs du parti, figuraient un célèbre syndicaliste de Sydney, Jock Garden, la suffragette Adela Pankhurst, et une grande partie de la section australienne des Industrial Workers of the World (IWW) alors illégale. Les IWW quittèrent rapidement le parti, à cause de désaccords avec la direction de l'Union soviétique et du bolchevisme. Au cours de ses premières années, principalement grâce aux efforts de Garden, le parti eut quelque influence sur le mouvement syndicaliste en Nouvelle-Galles du Sud, mais au milieu des années 1920, il se trouvait réduit à un groupe insignifiant. Les activités des militants communistes australiens font alors l'objet d'une surveillance policière constante. Certains militants sont même expulsés du pays.
À la fin des années 1920, le parti fut reconstruit par Jack Kavanagh, un militant communiste canadien expérimenté, et par Esmonde Higgins, une talentueuse journaliste de Melbourne, nièce de Henry Bournes Higgins, juge à la Haute Cour. Mais en 1929, la direction du parti tomba en disgrâce auprès du Komintern, qui, sous les ordres de Staline, avait adopté une rhétorique révolutionnaire radicale, appelée la « Troisième période ». Un émissaire, le communiste américain Harry Wicks, fut envoyé pour corriger les erreurs estimées du parti. Kavanagh fut exclu et Higgins démissionna.
Une nouvelle direction, comprenant J.B. Miles, Lance Sharkey et Richard Dixon, fut imposée au parti par le Komintern. Elle resta aux commandes pendant trente ans. Pendant les années 1930, le parti connut une certaine croissance, surtout après 1935, quand le Komintern changea sa politique en faveur d'un « front uni contre le fascisme ». Le « Movement Against War and Fascism » (Mouvement contre la guerre et le fascisme), dirigé par des communistes, fut fondé pour rassembler tous les opposants au fascisme. Le mouvement fut à l'origine des événements qui conduisirent les autorités à la tentative d'expulsion d'Egon Kisch d'Australie, entre fin 1934 et début 1935. 
Le CPA est le premier parti politique australien à s'engager en faveur des droits des aborigènes, lesquels figurent à partir de 1931 dans son programme. 
Le Parti communiste commença à mettre pied dans des syndicats, comme la « Fédération des mineurs » et la « Fédération des dockers », même si ses scores aux élections parlementaires demeuraient médiocres. Le parti met également sur pied une organisation de chômeurs pour résister aux expulsions. Des militants du parti s'engagèrent dans les Brigades internationales destinées à défendre la République espagnole contre les troupes franquistes. Pendant tout ce temps, les membres du CPA étaient soumis à une surveillance constante de la part des forces de police et de renseignement et harcelés par les tribunaux.
En 1939, l'Allemagne nazie d'Adolf Hitler et l'URSS de Staline signèrent le pacte germano-soviétique, et, malgré des antipathies profondes, ces deux dictateurs devinrent de facto des alliés au moment du déclenchement de la Seconde Guerre mondiale. L'Australie déclara la guerre à l'Allemagne pour son invasion de la Pologne, tandis que l'URSS envahissait et annexait aussitôt l'est de la Pologne, selon l'accord signé avec Hitler. En conséquence, aux premiers stades de la guerre, le Parti communiste australien s'opposa et chercha à perturber l'effort de guerre australien, considérant la guerre comme de nature « impérialiste ». Le Premier ministre Robert Menzies interdit le CPA après la capitulation de la France en 1940. Mais en 1941, Staline fut obligé de rejoindre la cause des Alliés, lorsque Hitler renia le Pacte et envahit l'URSS. Celle-ci subit alors toute la puissance meurtrière de la machine de guerre hitlérienne, et le Parti communiste australien en perdit sa précédente horreur de la guerre. Le nombre de ses adhérents atteignit les 20 000, il prit le contrôle d'un certain nombre de syndicats importants, et un candidat communiste, Fred Paterson, fut élu au Parlement du Queensland. Le CPA restait toutefois en marge de la vie politique australienne. Le Parti travailliste gardait les faveurs de la classe ouvrière, mais il allait se scinder au milieu des années 1950, car certains de ses membres s'inquiétaient de l'influence des communistes dans certains syndicats.
Après 1945, au début de la Guerre froide, le CPA connut un constant déclin. S'alignant sur la nouvelle politique de Moscou, et pensant qu'une nouvelle « guerre impérialiste » et qu'une nouvelle dépression étaient imminentes, il crut qu'il devait ravir immédiatement au Parti travailliste la place de premier parti de la classe ouvrière. Pour cela, il lança en 1947 une offensive industrielle, qui aboutit en 1949 à une grève prolongée dans les mines de charbon. Le gouvernement travailliste de Ben Chifley vit cela comme un défi lancé par les communistes, contestant sa position dans le mouvement ouvrier, et il utilisa l'armée pour briser la grève. Le Parti communiste ne disposa plus jamais d'une telle position forte dans le mouvement syndical, mais la menace restait néanmoins présente, ce qui conduisit en 1955 à la création du Parti travailliste démocratique par des membres mécontents du Parti travailliste, inquiets de l'influence communiste dans certains syndicats australiens.
En 1949, l'USSR fit exploser sa première bombe atomique, et Mao Zedong prit le pouvoir en Chine. Un an plus tard, la Corée du Nord envahit la Corée du Sud. En 1951, durant la Guerre de Corée, le gouvernement libéral de Robert Menzies essaya de faire interdire le CPA, tout d'abord par une procédure judiciaire, qui fut déclarée invalide par la Haute Cour. Il tenta ensuite de contourner les obstacles constitutionnels à cette procédure par un référendum qui fut rejeté de peu. Après la mort de Staline, Nikita Khrouchtchev révéla ses crimes lors du « Discours secret », ce qui occasionna le départ de membres du CPA. L'invasion soviétique de la Hongrie, en 1956, en fit partir davantage. En 1961, la rupture entre l'Union soviétique et la Chine trouva son écho en Australie par la création d'un petit parti maoïste, le Parti communiste marxiste léniniste australien (en).
Le nombre d'adhérents du CPA était tombé aux alentours de 5 000 dans les années 1960, mais le parti maintenait ses positions dans un certain nombre de syndicats, et il conservait son influence dans les divers mouvements de protestations de l'époque, particulièrement dans le mouvement d'opposition à la guerre au Viêtnam. En 1966, le CPA publia son propre magazine, intitulé l'« Australian Left Review » (Revue de la Gauche australienne). Mais l'invasion soviétique de la Tchécoslovaquie en 1968 déclencha une nouvelle crise. Laurie Aarons, qui avait succédé à Sharkey à la tête du parti, dénonça cette invasion, provoquant le départ de partisans d'une ligne pro-soviétique, qui formèrent un nouveau parti, baptisé Parti socialiste d'Australie, qui deviendra le Parti communiste d'Australie actuel.
Le CPA continua à décliner pendant les années 1970 et 1980, malgré son alignement sur l'eurocommunisme et la démocratisation de ses structures internes, le transformant plutôt en un parti réformiste radical qu'en un parti marxiste léniniste classique. Il conduit des campagnes contre les armes nucléaires et l'extraction d'uranium, et soutient les revendications des peuples autochtones en Australie et à l'étranger, notamment en Papouasie-Nouvelle-Guinée. Il milite ainsi pour l'abolition de législations jugées répressives au sujet des autochtones, pour l'égalité des salaires et pour les droits fonciers. Ses membres ont aidé les ouvriers aborigènes de Pilbara à mener la plus longue grève dans le secteur industriel jamais menée en Australie.
Au niveau international, le Parti communiste australien est notamment proche du Front révolutionnaire pour l'indépendance du Timor oriental (Fretilin) qui résistait à l'occupation indonésienne dans les années 1970 et 1980.
En 1990, il comptait moins d'un millier de membres et décida de se dissoudre l'année suivante. Le Nouveau Parti de gauche prit la relève. Celui-ci devait se montrer plus généraliste, afin d'attirer des catégories plus diverses de membres. Ce but ne fut pas atteint, et le Nouveau Parti de gauche fut dissous en 1992. Les avoirs du CPA furent par la suite transférés à un organisme appelé la « Fondation SEARCH (en) ».
En 1996, le Parti socialiste d'Australie prit le nom de Parti communiste d'Australie désormais inutilisé. Ce parti, avec de petites organisations trotskistes, maintient la tradition communiste en Australie, mais aucun de ces groupes a une quelconque importance politique.

## Héritage
En dépit de son rôle en général secondaire dans la politique australienne et son échec final, le CPA eut une influence sans commune mesure avec le nombre de ses adhérents. De 1935 jusque dans les années 1960, il occupa la première place dans bien des syndicats importants, et il se trouva au cœur de nombreux conflits industriels importants. Beaucoup de ses membres jouèrent des rôles majeurs dans la vie culturelle australienne, comme les romanciers Katharine Susannah Prichard, Judah Waten, Frank Hardy, Eric Lambert et Alan Marshall, le peintre Noel Counihan et le poète David Martin. 
D'une certaine façon, les effets des réactions négatives au CPA eurent plus d'importance que tout ce que ce parti fit. Des conservateurs, comme Stanley Bruce dans les années 1920, et Robert Menzies dans les années 1950, gagnèrent les élections à cause des alliances nouées entre le parti travailliste et les communistes. Au début des années 1950, des catholiques, appartenant au parti travailliste, formèrent, par haine du communisme, des « groupes industriels », afin de combattre l'influence des communistes dans les syndicats. Ceci conduisit à la scission du parti travailliste en 1954, et à la formation du Parti travailliste démocratique, qui usa de son pouvoir pour influencer les préférences des votants, afin d'empêcher l'élection de candidats travaillistes.
Le CPA et ses membres se battirent pendant des années pour des causes telles que l'amélioration des conditions de travail dans l'industrie, l'opposition au fascisme et à d'autres dictatures, l'égalité des droits pour les femmes, et les droits civiques pour les Aborigènes. Il obtint quelques succès dans ces domaines, et plusieurs de ses points de vue furent repris plus tard par les autres partis. En revanche, le CPA ne parvint jamais à convaincre une partie significative de la population au communisme. Pendant des années, il s'employa à faire l'apologie de l'Union soviétique, même si, dans les années 1960, il commença à en faire la critique. La désillusion causée par l'Union soviétique fut la cause principale du départ des adhérents.

## Mouvement des jeunes
La section des jeunes du CPA utilisa plusieurs noms selon les périodes : « Young Communists », « Eureka Youth League », « Young Socialist League » et « Young Communist Movement of Australia ». L'Eureka Youth League fut un membre fondateur de la Fédération mondiale de la jeunesse démocratique, une adhésion reprise plus tard par le « Mouvement des jeunesses communistes ».